# Saint-Aubin-du-Désert
Saint-Aubin-du-Désert ist eine französische Gemeinde mit 223 Einwohnern (Stand: 1. Januar 2022) im Département Mayenne in der Region Pays de la Loire; sie gehört zum Arrondissement Mayenne und zum Kanton Villaines-la-Juhel. 

## Geographie
Saint-Aubin-du-Désert liegt etwa 33 Kilometer östlich von Mayenne und etwa 28 Kilometer südwestlich von Alençon. Umgeben wird Saint-Aubin-du-Désert von den Nachbargemeinden Averton im Nordwesten und Norden, Saint-Paul-le-Gaultier im Nordosten und Osten, Saint-Mars-du-Mayenne im Osten und Süden sowie Courcité im Südwesten und Westen.

## Bevölkerungsentwicklung
| 1962                       | 1968 | 1975 | 1982 | 1990 | 1999 | 2006 | 2019 |
| -------------------------- | ---- | ---- | ---- | ---- | ---- | ---- | ---- |
| 415                        | 389  | 359  | 292  | 268  | 236  | 244  | 229  |
| Quellen: Cassini und INSEE |      |      |      |      |      |      |      |

## Sehenswürdigkeiten

Kirche Saint-Aubin

- Kirche Saint-Aubin